# Jedna, Pernik
Jedna (în bulgară Жедна) este un sat în comuna Radomir, regiunea Pernik,  Bulgaria. 

## Demografie
Componența etnică a satului Jedna
     Bulgari (97,72%)
     Nicio identificare (2,27%)
     Altele (0%)
La recensământul din 2011, populația satului Jedna era de 88 locuitori. Din punct de vedere etnic, majoritatea locuitorilor (97,72%) erau bulgari. Pentru 2,27% din locuitori nu este cunoscută apartenența etnică.